# Nostra Signora di Coromoto
Nostra Signora di Coromoto é uma igreja titular de Roma localizada no Largo Nostra Signora di Coromoto, no bairro de Colli Portuensi do quartiere Gianicolense. É dedicada a Nossa Senhora de Coromoto, uma devoção originária da Venezuela, país do qual é padroeira. O cardeal-diácono protetor da diaconia de Nossa Senhora de Coromoto em San Giovanni di Dio é Fernando Filoni, prefeito da Congregação para a Evangelização dos Povos.

## História
Esta igreja é sede de uma paróquia criada em 15 de dezembro de 1966 através do decreto "Sanctissimus Dominus noster" do cardeal-vigário Luigi Traglia com o título de "San Giovanni di Dio". A igreja foi construída entre 1976 e 1978 com base no projeto de Massimo Battaglini e inaugurada em 17 de setembro de 1978 pelo cardeal-vigário Ugo Poletti. Na ocasião, a dedicação foi alterada para a atual por conta das contribuições de ítalo-venezuelanos ao custeio da obra. Em 25 de maio de 1985, foi elevada a sede da diaconia de Nossa Senhora de Coromoto em San Giovanni di Dio pelo papa São João Paulo II, que havia visitado a paróquia em 15 de março de 1981.

## Descrição
O edifício fica em posição elevada sobre um vasto terraço de concreto armado ao qual se chega através de duas rampas com degraus. No terraço está também uma cruz marrom de ferro que substituiu, em 1988, uma antiga de madeira. 
A entrada se dá através de um grande portal, que, até o final da década de 2010, era encimado por uma reprodução fotográfica de um ícone de "Jesus Crucificado com Maria e São João Evangelista entre São Pedro e São Paulo". Esta imagem foi substituída por um mosaico com dois anjos que sustentam um escudo ("clípeo") no qual está uma cruz grega; nas extremidades da trave horizontal estão pendentes as letras alfa e ômega, a primeira e a última letra do alfabeto grego e um símbolo de Cristo ("princípio e fim"). Sob a cruz está a inscrição "Lucis et pacis". O mosaico é obra do padre brasileiro Ruberval Monteiro da Silva, O.S.B., responsável também pela pintura da cripta e da capela do Santíssimo Sacramento, no piso semi-subsolo abaixo da igreja.
A igreja propriamente dita tem uma planta irregular, constituída, no interior, por um salão hexagonal com uma ampla abside no lado oposto ao da entrada. Aos lados dela estão duas profundas capelas laterais: a da direita abriga uma estátua colorida de madeira de Nossa Senhora de Coromoto acompanhada pelos brasões da República da Venezuela e de seus estados; a da esquerda é destinada à confissão dos fieis, decorada por uma "Pietà" neogótica flanqueada por dois anjos. A cobertura da abside e do salão é um teto plano sustentado por vistosas vigas de madeira e as paredes são de tijolinhos aparentes, com exceção da abside, que está toda revestida de gesso creme. Na parede da entrada está um vitral serigrafado representando a "Aparição de Maria aos índios Coromoto" (1988); dois outros vitrais coloridos com cenas bíblicas, obras da artista Elisabetta Morelli, permitem a entrada de luz nas paredes laterais. Na da esquerda se destacam estátuas de madeira colorida de São João de Deus e de São Miguel Arcanjo, esta última obra de artesãos de Ortisei. Dando a volta no interior da igreja estão penduradas as pequenas placas de bronze da Via Crúcis, do mestre Vincenzo Ingletti.
O presbitério ocupa quase toda a abside do lado oposto ao da entrada. Na área presbiterial, realçada por três pequenos degraus em relação ao piso do resto da igreja, estão o altar-mor, o ambão, a cadeira episcopal e o sacrário, decorado com baixos-relevos em mármore, além da pia batismal, esta encimada por um grupo de esculturas em mármore representando o "Batismo de Jesus, obra romana do final do século XVI. No centro da abside, acima do sacrário, está um grande crucifixo em terracota esmaltada, obra do escultor Pio Fedi (m. 1892), flanqueado por dois grandes lustres venezianos. No teto, em correspondência ao altar-mor, está uma claraboia quadrada subdividida por uma cruz em quatro quadrados menores, a maior fonte de luz natural da igreja. Esta moderna configuração do presbitério, que substituiu em 1994 o anterior, foi patrocinada pelo monsenhor Giuseppe Gulizia, pároco até o final da década de 1990), e é obra do ex-pároco, monsenhor Romano Rossi, bispo de Civita Castellana a partir de 2008. 
O órgão de tubos da igreja é um Ferraresi opus 43.